# ExPASy
ExPASy és un portal de recursos de bioinformàtica operat per l'Institut Suís de Bioinformàtica (SIB). És un portal extensible i integratiu des del qual es pot accedir a molts recursos científics, bases de dades i eines de software de diferents àrees de ciències de la vida, com ara la proteòmica, genòmica, filogènia/evolució, biologia de sistemes, genètica de poblacions, etc. Els recursos individuals (bases de dades, eines de software basades en web i descarregables) estan allotjades de manera descentralitzada per diferents grups del SIB i institucions col·laboradores.
Originalment, ExPASy s'anomenava ExPASy (Expert Protein Analysis System) i actuava com a servidor de proteòmica per analitzar seqüències i estructures de proteïnes i electroforesi en gel bidimensional.
ExPASy was the first website of the life sciences.
A data de 2007, ExPASy havia estat consultat 1.000 milions de vegades des de la seva instal·laciço l'1 d'agost de 1993.